# جو هی بونگ
جو هی بونگ (کره‌ای: 조희봉؛ زادهٔ ۲۳ اوت ۱۹۷۱) بازیگر اهل کره جنوبی است. او حرفهٔ بازیگری خود را در سال ۱۹۹۷ و از طریق تئاتر بی‌پا (비파; Bipa) آغاز کرد. هی بونگ به خاطر ایفای نقش مکمل در فیلم‌هایی همچون نابینا (۲۰۱۱) و زندگی ناتمام: پیش‌درآمد (۲۰۱۳) و مجموعه‌های تلویزیونی قهرمان (۲۰۰۸) و آقای دکتر (۲۰۱۳) شناخته می‌شود.

## فیلم‌شناسی

### مجموعه تلویزیونی
| سال       | عنوان                   | نقش                     | توضیحات                         |
| --------- | ----------------------- | ----------------------- | ------------------------------- |
| ۲۰۰۶      | A Farewell to Arms      | 총무                    |                                 |
| ۲۰۰۶      | دراما سیتی              |                         | قسمت «The Stars Shine Brightly» |
| ۲۰۰۷      | شیطان                   |                         |                                 |
| ۲۰۰۸      | قهرمان                  | شاه گوانگ‌هه             | [ ۶ ]                           |
| ۲۰۰۸      | دراما سیتی              | پارک هاک سوک            | قسمت «Disciplinary Committee»   |
| ۲۰۰۸      | شب پس از شب             | جو سانگ چول             |                                 |
| ۲۰۰۸      | ازدواج عاشقانه          | پارک هیون سونگ          |                                 |
| ۲۰۰۹      | کیونگ‌سوک، پدر کیونگ‌سوک  | میونگ رانگ              |                                 |
| ۲۰۰۹      | پارتنر                  | راننده تاکسی            | شخصیت دوره‌ای، قسمت‌های ۹–۱۳      |
| ۲۰۱۰      | شکارچیان برده           | کوت بونگ                |                                 |
| ۲۰۱۰      | فایل اکس                | جانگ مان                | [ ۷ ]                           |
| ۲۰۱۰      | ساندی دراما تئاتر       | Nephew                  | قسمت «منم، مادربزرگ»            |
| ۲۰۱۰      | فرار: پلن بی            | جیمز بونگ               |                                 |
| ۲۰۱۰      | درامای ویژه کی‌بی‌اس      |                         | قسمت «پیانیست»                  |
| ۲۰۱۱      | تو خیلی زیبایی          | جانگ ده پونگ            |                                 |
| ۲۰۱۱      | درختی با ریشه عمیق      | هان میونگ هی/هان گا نوم |                                 |
| ۲۰۱۱      | درامای ویژه کی‌بی‌اس      | این هو                  | قسمت «همسر ناپدید شده‌ام»        |
| ۲۰۱۲      | مردی از خط استوا        | آقای کون                |                                 |
| ۲۰۱۲      | آی دو آی دو             | سول بونگ سو             |                                 |
| ۲۰۱۲      | درامای ویژه کی‌بی‌اس      | لی سو چول               | قسمت «محل نگهداری نو سوک جا»    |
| ۲۰۱۲      | آی لایک یو              | ما دو یو                |                                 |
| ۲۰۱۲      | درامای ویژه کی‌بی‌اس      | لی کانگ سوک             | قسمت «بابا میاد»                |
| ۲۰۱۳      | ویروس                   | گو سو کیل               |                                 |
| ۲۰۱۳      | آقای دکتر               | گو چونگ مان             |                                 |
| ۲۰۱۳      | بسکتبال                 | بند تک نفره             |                                 |
| ۲۰۱۳      | درامای ویژه کی‌بی‌اس      | جه کوان                 | قسمت «پدر من یک مدل برهنه است»  |
| ۲۰۱۳      | تو از ستاره‌ها اومدی     | رئیس کمپانی آن          |                                 |
| ۲۰۱۴      | سه روز                  | گو یونگ هون             |                                 |
| ۲۰۱۴      | صلیب طلایی              | کانگ جو دونگ            |                                 |
| ۲۰۱۴      | قلب فولادی              | هونگ گه پال             |                                 |
| ۲۰۱۴      | دختر دوست‌داشتنی من      | کانگ ته مین             |                                 |
| ۲۰۱۵      | دختری که بوها را می‌بیند | کارآگاه کی              |                                 |
| ۲۰۱۵      | عشق روی پشت بام         | بیون جون به             |                                 |
| ۲۰۱۵      | شش اژدهای پرنده         | ها ریون                 |                                 |
| ۲۰۱۵      | درامای ویژه کی‌بی‌اس      | کارآگاه پارک            | قسمت «راز»                      |
| ۲۰۱۶      | گونگ شیم زیبا           | مدیر عامل سالن          |                                 |
| ۲۰۱۶      | عشق در مهتاب            | خواجه سونگ              |                                 |
| ۲۰۱۶      | کی۲                     | افسر پلیس               | حضور افتخاری                    |
| ۲۰۱۷      | آتش‌نشان                 | کوان جونگ نام           | [ ۸ ]                           |
| ۲۰۱۷      | دختر پرروی من           | گیون پیل هیونگ          |                                 |
| ۲۰۱۷      | تونل                    | جون سونگ شیک            |                                 |
| ۲۰۱۷      | تحریف                   | یانگ دونگ شیک           |                                 |
| ۲۰۱۸      | سوییچ                   | مدیر بونگ               |                                 |
| ۲۰۱۸      | خدمتکار شما             | گو ته سو                |                                 |
| ۲۰۱۸      | چهار مرد                |                         | [ ۹ ]                           |
| ۲۰۱۹–۲۰۲۰ | خانواده                 | نام ایل نام             |                                 |
| ۲۰۲۰      | اوه مای بیبی            | نام سو چول              |                                 |
| ۲۰۲۰      | درامای ویژه کی‌بی‌اس      | هوانگ گوم سونگ          | قسمت «یک شب»                    |
| ۲۰۲۰–۲۰۲۲ | کارآگاه خوب             | وو بونگ شیک             | فصل ۱–۲                         |
| ۲۰۲۱      | سرآستین قرمز            | هونگ جونگ یو            |                                 |
| ۲۰۲۲      | قلب خونین               | ما سو بانگ              | [ ۱۱ ]                          |
| ۲۰۲۲–۲۰۲۳ | نیروهای امداد           | یانگ چی یونگ            | [ ۱۲ ]                          |